# 高瀬川ダム (岡山県)

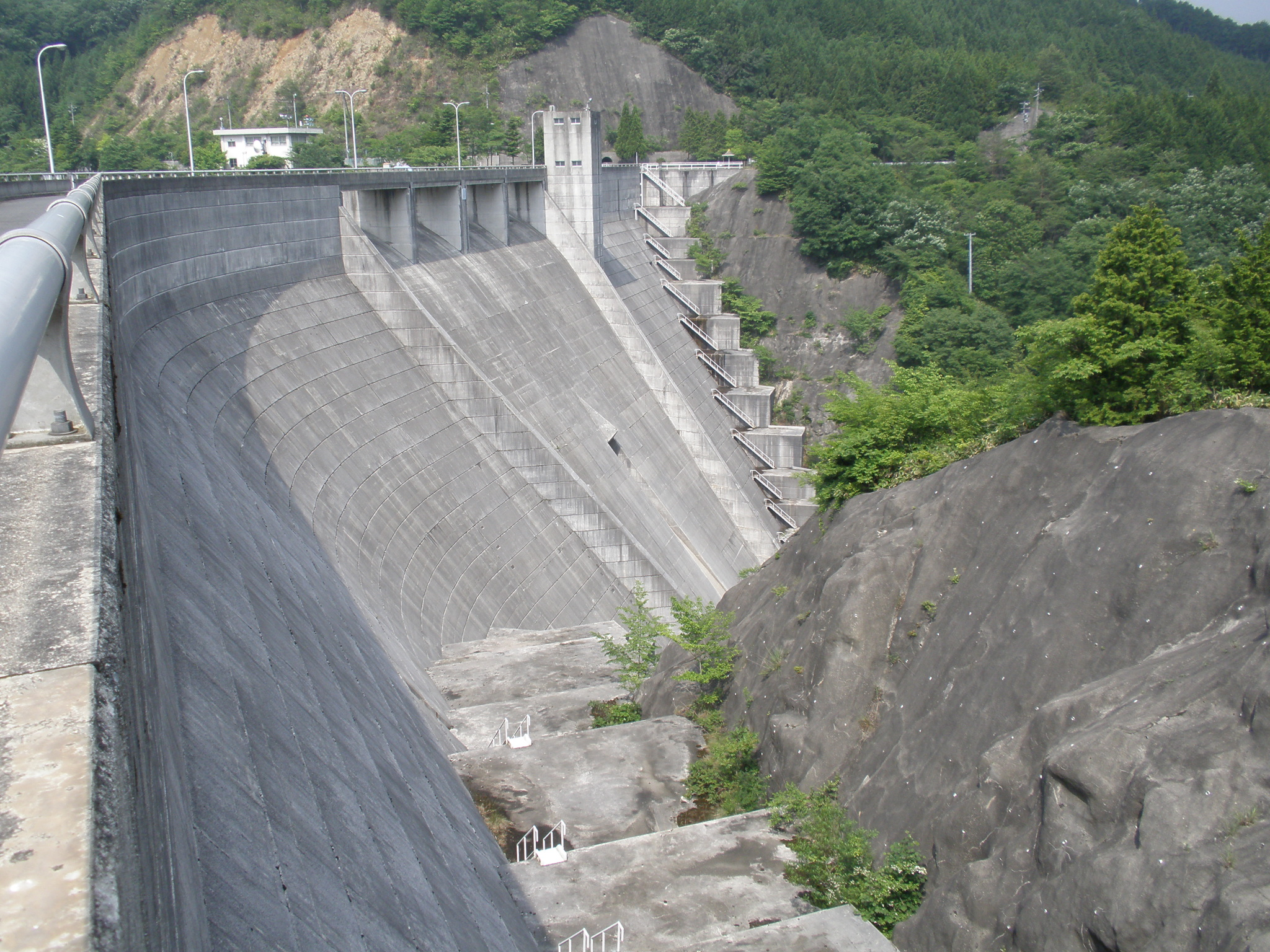
右岸から見た高瀬川ダム

高瀬川ダム（たかせがわダム）は、岡山県新見市にある高梁川水系西川支流の高瀬川に建設されたダムである。

## 概要
岡山県備中県民局の高梁川ダム統合管理事務所が管理する重力式コンクリートダムであり、洪水調節、流水の正常な機能の維持、上水道供給を目的とした多目的ダムである。西川・高梁川治水計画の一環として、総事業費77.2億円と8年の歳月をかけて昭和57年3月に完成した。

## 特徴
建設省は昭和56年度からダムエネルギー適正利用化事業という制度を設けた。背景には昭和48年と昭和54年の2度にわたる石油危機により、石油高騰の影響を受けにくく価格が安定している水力発電を推進することであった。この制度では、発電が目的ではないダムでもダム管理用の電力を自前で供給するため、ダム管理事業者が自ら水力発電を行うことが可能となった。高瀬川ダムはこの制度に基づいてダム管理用水力発電設備が設置された全国初のダムである。
洪水調節はゲートを備えず、自然越流式ダム（穴あきダム方式）である。岡山県内では鳴滝ダムと並んで初めて採用された。

## 歴史
- 1974年（昭和49年）4月 実施調査着手。
- 1976年（昭和51年）4月 建設着工。
- 1982年（昭和57年）3月 竣工。

## 発電設備
- 所在地：岡山県新見市神郷釜村
- 出力：最大280kW、常時62kW
- 使用水量：最大0.9m3/s、常時0.28m3/s
- 取水施設管理者名：岡山県土木部

## 周辺
- 高瀬湖畔オートキャンプ場
- 神郷温泉
- 岡山県道・鳥取県道8号新見日南線
- 岡山県道・鳥取県道11号新見多里線
- JR伯備線 新郷駅